# Coelogyne breviscapa
Coelogyne breviscapa é uma espécie de orquídea epífita, família Orchidaceae, originária do sul da Índia e do Sri-Lanka.